# بيا إدني براون
بيا إيدني براون هي معمارية أسترالية وباحثة وممارسة إبداعية، وهي أيضًا أستاذة الهندسة المعمارية ورئيسة أبحاث الممارسة الإبداعية في كلية العمارة والبيئة المبنية، جامعة نيوكاسل، نيو ساوث ويلز، أستراليا تحافظ بيا على ممارسة البحث الإبداعي حول المحاكاة الصوتية، التي تأسست في عام 2000 م، وتقود مختبر البيئات العاطفية عبر المؤسسات.

## حياة مبكرة وأسرة
نشأت إدني براون في بيرث، غرب أستراليا، أكملت بكالوريوس الهندسة المعمارية في جامعة أستراليا الغربية في عام 1990.

## مسار مهني
أكملت إدني براون أطروحتها للدكتوراه «جماليات الظهور في معهد ملبورن الملكي التكنولوجي» في عام 2008 من خلال متعددة التخصصات (مختبر هندسة المعلومات المكانية)، حيث قامت أيضًا بتدريسها وتم إشراكها كباحثة. بين عامي 2009 و2011، قادت مشروع اكتشاف مجلس الأبحاث الأسترالي (مع مارك بوري وآخرون). تكمن اهتماماتها البحثية الأولية في التصميم الناشئ والممارسات الرقمية.وهي مهتمة بالأبحاث القائمة على الممارسة أيضًا، ونظمت ندوة بعنوان الممارسة في البحث العلمي/البحث العملي في الممارسة جامعة بوند في عام 2017.
وهي عضو في هيئة تحرير مجلة «فيكاستزراع»، وهي مجلة أكاديمية مفتوحة المصدر مكرسة لفلسفة السياقات وسياستها لتقنيات الإعلام المعاصرة والأحداث، وهي عضو في المجلس الاستشاري للانفليكس، وهي مجلة لإنشاء البحوث، وهي مجلة مفتوحة باب البحث عن إنشاء برعاية مختبر الحس.
كانت بيا سابقاً أستاذة مشاركة في كلية الهندسة المعمارية في معهد ملبورن الملكي التكنولوجي، ملبورن، أستراليا، حيث قامت بالتدريس والبحث على نطاق واسع.

## جوائز
- حصلت على جائزة المجلس الوطني الأسترالي لأبحاث الدراسات العليا للتميز في قيادة الخريجين، 2018.[9]
- حصلت على جائزة للتميز في معهد ملبورن الملكي التكنولوجي - القيادة البحثية للخريجين،2017.[10]
- تم إدراج الدكتوراه في القائمة المختصرة مع ثلاثة آخرين لميدالية رؤساء RIBA: أطروحة متميزة، 2008.[7]
- شهادة فخرية في Prix Ars Electronica 2005، للمعاملات الحميمة، التثبيت التفاعلي متعدد المستخدمين، 2005
- جائزة BHERT السنوية العاشرة: مُنحت لفريق Telstra Home في معهد المعلومات التفاعلية (التي كانت عضوًا في فريقها عام 1999) عن «الإنجاز المتميز في التعاون في التعليم والتدريب»، 2000

## أحداث ومعارض بارزة
عرض مجموعة «رسائل إلى العمدة»، 2014، واجهة المتجر للفنون والعمارة، مدينة نيويورك، الولايات المتحدة.

## كتب
- حتمية الابتكار: أبنية الحيوية، (مع مارك بوري، أندرو بورو). التصميم المعماري الشخصي رقم 221، H. Castle (سلسلة ed.)، لندن: وايلي، 2013. ردمك 978-1-119-97865-7

- 10- البلاستيك الأخضر: تصميم من أجل التحول البيئي، معهد ملبورن الملكي التكنولوجي للنشر، ملبورن، 2009. رقم ISBN 9781921426070